# Собачий рай (фильм, 2008)
«Собачий рай» (англ. Doggie Heaven) — американо-австралийский кинофильм, независимый проект Ли Уоннелла и Джеймса Вана. Мировая премьера фильма, продолжительностью 9,5 минут, состоялась 25 ноября 2008 года. Фильм выпущен только для продажи на видео.

## Сюжет
Юноша Нил (Ли Уоннелл) едет в машине и поёт рэп, по пути заглядываясь на красивых девушек в кабриолете и улыбаясь им. Параллельно с этим развивается ещё одна сюжетная линия — старушка (Лин Шэй) не может завести машину и пытается поймать такси. Нил не успевает вовремя заметить старушку и затормозить и сбивает её беленькую собачку. Старушка достаёт пистолет и стреляет в Нила с криками «Ты убил мою собаку!».
Следующее действие развивается на небесах. Герой видит внизу своё тело и стреляющую в него старушку. Затем, поняв что умер, он начинает постепенно осваиваться в этом месте, где полно счастливых собак и есть всё для них. Нил приспособился жить с собаками. Далее он проходит слушание, где выясняется что он попал не туда, ведь то место являлось «раем для собак». И ему дают второй шанс.
Затем он снова оказывается в своей машине, но уже успевает притормозить прямо перед псом. Бабушка садится к нему в машину, они весело о чём-то разговаривают, до тех пор, пока не встречают тех же девушек, что были в начале. Заглядевшись на них во второй раз, парень не следит за дорогой и бок его машины плотно соприкасается с другой машиной. Собаку, в этот момент высунувшую свою голову в окно, размазывает, забрызгивая её хозяйку кровью. «Она теперь в лучшем месте» говорит главный герой.